# جيسون بوردكسي
جيسون بوردكسي (11 أبريل 1991 في بلجيكا - ) هو لاعب كرة قدم بلجيكي في مركز الوسط. شارك مع منتخب بلجيكا تحت 17 سنة لكرة القدم ومنتخب بلجيكا تحت 19 سنة لكرة القدم. أما مع النوادي، فقد لعب مع إف سي آيندهوفن وفي في في فينلو ونادي آيندهوفن.

## وصلات خارجية
- جيسون بوردكسي على موقع الاتحاد البلجيكي (الإنجليزية)
- جيسون بوردكسي على موقع قاعدة بيانات كرة القدم.إي يو (الإنجليزية)
- جيسون بوردكسي على موقع Soccerway.com (الإنجليزية)